# Finský záliv
Finský záliv (finsky Suomenlahti, estonsky Soome laht, rusky Финский залив Finskij zaliv) je záliv ve východní části Baltského moře mezi Estonskem na jihu (kraje Ida-Virumaa, Lääne-Virumaa, Harjumaa, Läänemaa, Hiiumaa) a Finskem na severu (provincie Kymenlaakso, Uusimaa a Vlastní Finsko) a zasahuje na východě k Petrohradu v Leningradské oblasti Ruska.

## Číselné údaje
Je 390 km dlouhý a 70 (u vstupu) až 130 km (u Narvy) široký. Celkově zabírá rozlohu asi 29 500 km², což je asi 7 % rozlohy Baltského moře. Maximálně je hluboký 100 m u vstupu. Na východ hloubka klesá na 20 až 30 m západně od ostrova Kotlin. Východně od něj hloubka nepřekračuje 5 m. V Něvské zátoce dosahuje 3 až 4 m s výjimkou mořského kanálu, který spojuje petrohradský přístav s hlubinami dostatečnými pro námořní lodě.

## Pobřeží
Severní břeh je velmi členitý, skalnatý, s množstvím ostrovů a skalisek. Východní a jižní břeh jsou převážně nížinné, složené z měkkých hornin. K nim pak méně nebo více blízko (místy až k zálivu) postupují základní horniny, které vytvářejí vysoký a srázný svah (Baltsko-ladožská terasa).

## Zátoky a přítoky
Něvská zátoka ve východní části je od roku 2011 oddělena Petrohradskou hrází od zbytku zálivu. Ústí do něj řeka Něva. Na severu leží Vyborský záliv a na jihu se do pevniny zařezávají Koporský záliv, Lužská zátoka (ústí do něj Luga) a Narvský záliv (ústí do něj Narva).

## Ostrovy
V zálivu je mnoho ostrovů (nepočítaje skaliska). Největší jsou Kotlin (s pevností Kronštadt), Moščnyj, Velký Tjuters, Malý Tjuters, Sommers, Gogland, Naissaar, Osmussaar. U břehů je mnoho mělčin oplývajících rybami.

## Vlastnosti vody
Průměrná teplota vody na povrchu je v zimě okolo 0 °C, v srpnu 15 °C u vstupu do zálivu a 17 °C i více v Něvské zátoce. U dna je teplota 2 až 3 °C. Ledová pokrývka se objevuje u břehů na konci listopadu na východě a v polovině prosince na západě a tání začíná na západě na konci dubna a mezi skalisky končí v první polovině května. Slanost vody je na povrchu 3 až 6 ‰, v Něvské zátoce 2 ‰ i méně. Úroveň hladiny vykazuje pod vlivem větru a atmosférického tlaku silné výkyvy. K obzvláště velkým vzestupům hladiny (150 až 410 cm) dochází v Něvské zátoce a způsobují povodně v Petrohradě.

## Přístavy
Hlavní přístavy na břehu jsou Petrohrad, Vyborg (Rusko), Tallinn (Estonsko), Helsinky, Kotka (Finsko).

## Chráněné oblasti
Největšími chráněnými oblastmi jsou Národní park Lahemaa (Lahemaa rahvuspark) na estonském pobřeží východně od Tallinnu a mořský Národní park Východní Finský záliv (Itäisen Suomenlahden kansallispuisto) u finského města Kotka.